# Ryan Maki
Ryan Maki (* 23. April 1985 in Medford, New Jersey) ist ein ehemaliger US-amerikanischer Eishockeyspieler, der zuletzt von 2010 bis 2012 für die Hannover Scorpions in der Deutschen Eishockey Liga gespielt hat.

## Karriere
Ryan Maki begann seine Karriere als Eishockeyspieler beim USA Hockey National Team Development Program, für das er von 2001 bis 2003 an der Nachwuchsliga North American Hockey League auflief. Anschließend besuchte er vier Jahre lang die Harvard University und spielte für deren Eishockeymannschaft in der National Collegiate Athletic Association. Dabei gewann er 2004 und 2006 mit seiner Mannschaft jeweils die Meisterschaft von ECAC Hockey.
Gegen Ende der Saison 2006/07 gab Maki für die Milwaukee Admirals aus der American Hockey League sein Debüt im professionellen Eishockey. Zuvor war er im NHL Entry Draft 2005 von Milwaukees Kooperationspartner Nashville Predators in der sechsten Runde als insgesamt 176. Spieler ausgewählt worden. In den folgenden drei Jahren spielte der Flügelspieler fast ausschließlich für Milwaukee in der AHL und war in seiner letzten Spielzeit bei den Admirals Assistenzkapitän. Einzig gegen Ende der Saison 2007/08 stand er parallel in einigen Spielen für die Cincinnati Cyclones in der ECHL auf dem Eis, mit denen er den Kelly Cup gewinnen konnte.
Für die Saison 2010/11 erhielt Maki einen Vertrag bei den Hannover Scorpions aus der Deutschen Eishockey Liga. Trotz eines lukrativen Jobangebots aus seiner Heimat verlängerte der Harvard-Absolvent im April 2011 seinen Kontrakt bei den Niedersachsen um eine weitere Saison. Im Sommer 2012 entschied Maki seine Profilaufbahn im Alter von 27 Jahren zu beenden, um in der freien Marktwirtschaft eine Tätigkeit zu übernehmen.

## Erfolge und Auszeichnungen
- 2004 Whitelaw-Cup-Gewinn mit der Harvard University
- 2006 Whitelaw-Cup-Gewinn mit der Harvard University
- 2008 Kelly-Cup-Gewinn mit den Cincinnati Cyclones